# Бюджет розвитку
Бюдже́т ро́звитку — асигнування на інноваційну і інвестиційну діяльність, пов'язану з капітальними вкладеннями в соціально-економічний розвиток муніципальної освіти, на соціальні програми, інші витрати на розширене відтворення.